# Mali Borištof
Mali Borištof (njemački: Kleinwarasdorf, mađarski: Borisfalva) je naselje u austrijskoj saveznoj državi Gradišću. Upravno pripada općini Velikom Borištofu koja se nalazi u kotaru Gornjoj Pulji. Dvojezično je naselje, a veliki udio u stanovništvu imaju Hrvati.

## Stanovništvo
Mali Borištof prema registarskom brojanju od 31. listopada 2011. ima 456 stanovnika.

## Šport
- SK Mali Borištof[3]

## Poznate osobe
- Jeremijaš Šoštarić
- Ignac Horvat,  svećenik, hrvatski književnik, urednik, novinar, jezikoslovac, učitelj, kulturni djelatnik i narodni preporoditelj gradišćanskih Hrvata
- Fridrik Bintinger, novinar i publicist austrijskih Hrvata

## Vanjske poveznice
- Športfest SC Mali Borištof, na Facebooku